# Croton roraimensis
Espèce
Croton roraimensis est une espèce de plantes à fleurs du genre Croton et de la famille des Euphorbiaceae, présente en Guyane et au Venezuela (État de Bolívar).
Il a pour synonymes :
- Croton roraimensis var. roraimensis
- Croton roraimensis var. subinteger, Steyerm., 1952